# Liste der Straßen in Oberhausen-Knappenviertel
Die Liste der Straßen in Oberhausen-Knappenviertel beschreibt das Straßensystem im Oberhausener Knappenviertel mit den entsprechenden historischen Bezügen.

## Überblick
Das Knappenviertel bildet mit dem Marienviertel, der nördlichen Innenstadt, Bermensfeld, Schlad und dem Osten von Dümpten den Postleitzahlenbezirk 46047.
Der Stadtteil wird – im Norden beginnend – im Uhrzeigersinn folgendermaßen begrenzt: Bahnstrecke Duisburg–Dortmund zur Neuen Mitte, Essener Straße und Mellinghofer Straße zu Bermensfeld, Nathlandstraße zu Schlad sowie Liebknechtstraße und Am Damm zum Marienviertel.
Im Knappenviertel gibt es 21 benannte Verkehrsflächen, darunter einen Platz. Davon befinden sich fünf Straßen nur teilweise im Stadtteil:

Die Falkensteinstraße bildet die Grenze zu Schlad, die Liebknechtstraße die Grenze zum Marienviertel. Drei weitere Straßen (Bismarckstraße, Brücktorstraße, Martin-Luther-Straße) führen unter gleichem Namen weiter ins Marienviertel.
An den Grenzen des Knappenviertels verlaufen auf der Mellinghofer Straße die Landesstraße L450 und auf der Falkensteinstraße die Oberhausener Kreisstraße K 1.

## Übersicht der Straßen und Plätze
Die nachfolgende Tabelle gibt eine Übersicht über die vorhandenen Straßen, Wege und Plätze im Stadtteil sowie einige dazugehörige Informationen.
- Name: aktuelle Bezeichnung der Straße oder des Platzes.
- Länge/Maße in Metern:
- Die in der Übersicht enthaltenen Längenangaben sind gerundete Übersichtswerte, die in Google Earth mit dem dortigen Maßstab ermittelt wurden. Sie dienen Vergleichszwecken und werden, sofern amtliche Werte bekannt sind, ausgetauscht und gesondert gekennzeichnet.
Bei Plätzen sind die Maße in der Form a × b angegeben.
- Der Zusatz im Stadtteil gibt an, dass die Länge die des Straßenabschnitts innerhalb des Knappenviertels ist, sofern die Straße in benachbarte Stadtteile weitergeführt wird.
- Der Zusatz ohne Stichstraßen gibt bei verzweigten Straßen die Länge der „Hauptstraße“ an.
- Der Zusatz (alle Straßenabschnitte zusammen) gibt an, dass die Straße so verwinkelt ist, dass keine „Hauptstraße“ besteht. Stattdessen wird die Länge aller Straßenabschnitte zusammengezählt.
- Herleitung: Ursprung oder Bezug des Namens
- Anmerkungen: zusätzliche Informationen
- Bild: Foto der Straße oder eines anliegenden Objekts

| Name                 | Länge/Maße (in Metern)                 | Herleitung                                                                          | Datum der Benennung | Bemerkungen | Bild                                              |
| -------------------- | -------------------------------------- | ----------------------------------------------------------------------------------- | ------------------- | --- | ------------------------------------------------- |
| Alte Heid            | 680 ohne Stichstraßen: 350             | Alte Heide, Teil der Lipper Heide                                                   |                     | Die Alte Heid war ein Teil der Lipperheide, der gemeinschaftlich als Schafsweise und zur Heideplagge genutzt wurde. Die Straße Alte Heid führt von der Knappenstraße zur Mellinghofer Straße, mehrere kleine Stichstraßen zu ihr sind ihr zugeordnet. An der Alten Heid liegt auch das Bunkermuseum Oberhausen. |                                                   |
| Annemarie-Renger-Weg | 1090 (alle Straßenabschnitte zusammen) | Annemarie Renger, 1919–2008, Politikerin der SPD                                    | 10. Juni 2015       | Der Annemarie-Renger-Weg führt durch ein Gewerbegebiet zwischen Knappenstraße und Essener Straße im Nordosten des Knappenviertels. |                                                   |
| Bismarckstraße       | 350 im Stadtteil                       | Otto von Bismarck, 1815–1898, Gründer und erster Reichskanzler des Deutschen Reichs |                     | Die Bismarckstraße beginnt an der Mülheimer Straße, durchquert das Marienviertel und den Westen des Knappenviertels und endet an der Uhlandstraße. |                                                   |
| Brücktorstraße       | 650 im Stadtteil                       | Brücke der Köln-Mindener Eisenbahn                                                  | 1911                | Die Straße endete unmittelbar an der Brücke der Köln-Mindener Eisenbahn, die 1846 dem Stand der Technik entsprechend mit Torbögen für jedes einzelne Gleis errichtet wurde. Am Brücktor bürgerte sich schnell als Bezeichnung für das Gebiet ein. Die Brücktorstraße führt heute von der Mülheimer Straße durch das Marienviertel und endet an der Kreuzung mit der Knappenstraße, die Fortsetzung ostwärts ist ebenfalls Teil der Knappenstraße. Im Bereich des Knappenviertels hieß die Straße vor 1911 Kirchweg. |                                                   |
| Drei Knappen         | 300                                    | Drei Knappen, Spitzname dreier hier errichteter Hochhäuser                          | 1960                | Die Drei Knappen, die drei Hochhäuser, nach denen die Straße benannt wurde, wurden hier 1960 für Bergleute der HOAG errichtet. Die Straße führt von der Mellinghofer Straße in einem Bogen zur Königsberger Straße. |                                                   |
| Falkensteinstraße    | 1100 im Stadtteil                      | alte Flurbezeichnung („auf dem Falkenstein“)                                        |                     | Die Falkensteinstraße beginnt an der Mülheimer Straße als Fortsetzung der Ebertstraße in der Innenstadt. Ab der Liebknechtstraße ist sie Grenze zwischen Schlad und Knappenviertel. Sie endet an der Mellinghofer Straße und wird zwischen Dümpten und Bermensfeld als Nathlandstraße fortgeführt. An der Kreuzung zum Pothmannsweg befindet sich die katholische Kirche St. Michael, die bis 2008 Pfarrkirche für das Knappenviertel war und seitdem Filialkirche von St. Marien im Marienviertel ist.             | Filialkirche St. Michael an der Falkensteinstraße |
| Gravestraße          | 120                                    | Grave, Gastwirt                                                                     |                     | Die Gravestraße, deren erste Häuser vom Gastwirt Grave errichtet worden sind, ist eine kurze Verbindung zwischen Pothmannsweg und Knappenstraße. |                                                   |
| Grothestraße         | 140                                    | Grothekotten, alter Bauernhof                                                       |                     | Die Grothestraße, die auf dem Grundbesitz des alten Grothekottens angelegt wurde, führt von der Uhlandstraße zum Pothmannsweg. |                                                   |
| Knappenstraße        | 1200                                   | Knappe, Berufsbezeichnung                                                           |                     | Über diese Straße gelangten die Knappen (Bergleute) vom heutigen Knappenviertel zur Zeche Oberhausen. Heute durchquert sie das nach ihr benannte Viertel in Nord-Süd-Richtung, sie führt von der Falkensteinstraße nordwärts, macht an der Hauptschule St. Michael einen Bogen nach Westen und trifft auf die Brücktorstraße. Von dieser Kreuzung aus wird sie wieder nordwärts bis zur Essener Straße fortgesetzt. Sie führt in diesem weiteren Verlauf an der Knappenhalde vorbei.                                | Knappenstraße                                     |
| Königsberger Straße  | 900 (alle Straßenabschnitte zusammen)  | ehemalige Zeche Königsberg, heute Zeche Oberhausen                                  |                     | Der Straßenname erinnert an die erste Hüttenzeche des Ruhrgebiets. Die Königsberger Straße führt von der Mellinghofer Straße zur Knappenstraße. Drei Stichstraßen zu ihr sowie eine parallele Straße, die die Stichstraßen mit Drei Knappen verbindet, sind ihr ebenfalls zugeordnet. |                                                   |
| Körnerstraße         | 600                                    | Theodor Körner, 1791–1813, Dichter und Freiheitssänger                              |                     | Die Körnerstraße führt im Westen des Knappenviertels von der Falkensteinstraße nordwärts und beschreibt dann einen kleinen Bogen zur Brücktorstraße, hinter der sie als Lipperstraße fortgeführt wird. Zwischen Martin-Luther-Straße und Brücktorstraße hieß sie bis 1934 Heidstraße. |                                                   |
| Liebknechtstraße     | 650 im Stadtteil                       | Wilhelm Liebknecht, 1826–1900, einer der Gründer der SPD                            | 1947                | Die Liebknechtstraße, die von der Virchowstraße bis zur Brücktorstraße führt, bildet zwischen Falkensteinstraße und Brücktorstraße die Grenze zwischen dem Marienviertel und dem Knappenviertel. Bis 1934 hieß sie Feldstraße und bis 1947 Richthofenstraße. |                                                   |
| Lipperstraße         | 400                                    | Lipper Heide                                                                        | nach 1869           | Die Lipperstraße führte früher durch die Lipper Heide und trug die Namen Alte Lipperstraße und Heitkampsweg. Heute verbindet sie die Brücktorstraße als Fortsetzung der Körnerstraße mit der Knappenstraße und führt an der Knappenhalde vorbei. | Knappenhalde                                      |
| Marienburgstraße     | 460 (alle Straßenabschnitte zusammen)  | Marienburg, Ordensburg und Hauptsitz des Deutschen Ordens                           | 1934                | Die Marienburgstraße liegt zwischen Knappenstraße und Falkensteinstraße. Sie hieß bis 1934 Hüttenstraße. |                                                   |
| Martin-Luther-Straße | 150 im Stadtteil                       | Martin Luther, 1483–1546, Reformator                                                | 1934                | Die Martin-Luther-Straße führt von der Lipperheidstraße im Marienviertel bis zur Körnerstraße. An ihr liegt die evangelische Lutherkirche. Bis 1934 hieß sie Karlstraße. |                                                   |
| Pothmannsweg         | 450                                    | Pothmannshof, alter Hof in der Lipper Heide                                         |                     | Der Pothmannsweg führt von der Falkensteinstraße zur Brücktorstraße. |                                                   |
| Strickersweg         | 140                                    | Strickershof, alter Hof in der Lipper Heide                                         |                     | Der Strickersweg ist eine kurze Verbindung zwischen Brücktorstraße und Uhlandstraße. |                                                   |
| Uhlandplatz          | 80 × 55                                | Ludwig Uhland, 1787–1862, schwäbischer Dichter, Jurist und Politiker                |                     | Der Uhlandplatz liegt an der Kreuzung Brücktor-/Uhlandstraße. |                                                   |
| Uhlandstraße         | 800                                    | Ludwig Uhland, 1787–1862, schwäbischer Dichter, Jurist und Politiker                |                     | Die Uhlandstraße beginnt an der Falkensteinstraße und führt in einem Bogen nordostwärts bis zur Knappenstraße. |                                                   |
| Wilhelm-Tell-Straße  | 270                                    | Wilhelm Tell, Schweizer Sagengestalt und Nationalheld                               | 1936                | Die Wilhelm-Tell-Straße ist wie die benachbarte Winkelriedstraße nach einem Schweizer Sagenhelden benannt. Sie führt von der Brücktorstraße bis an die Knappenhalde und hieß bis 1936 Steinstraße. |                                                   |
| Winkelriedstraße     | 250                                    | Arnold Winkelried, Schweizer Sagengestalt                                           | 1936                | Die Winkelriedstraße ist wie die benachbarte Wilhelm-Tell-Straße nach einem Schweizer Sagenhelden benannt. Sie führt von der Brücktorstraße in einem Bogen zur Wilhelm-Tell-Straße und hieß bis 1936 Winkelstraße. |                                                   |

## Liste nicht mehr vorhandener Straßen im Knappenviertel
| Name              | von      | bis       | umbenannt in (aktuell) | Herleitung                                                                          | Bemerkungen |
| ----------------- | -------- | --------- | ---------------------- | ----------------------------------------------------------------------------------- | --- |
| Alte Lipperstraße | vor 1869 | nach 1869 | → Lipperstraße         |                                                                                     | Die Alte Lipperstraße ging auf einer Karte von vor 1869 in den Heitkampsweg über.                                                                   |
| Drosteweg         |          | 1972      | eingezogen             | Hier lag früher der Drostehof.                                                      | Der Drosteweg führte früher von der Wilhelm-Tell-Straße an der Bahnstrecke und der Knappenhalde vorbei zur Knappenstraße. Er wurde 1972 eingezogen. |
| Feldstraße        |          | 1934      | → Liebknechtstraße     |                                                                                     | Nach 1934 hieß die Straße zunächst Richthofenstraße.                                                                                                |
| Heidstraße        |          | 1934      | → Körnerstraße         | Die Heidstraße war ein alter Heideteilungsweg.                                      | |
| Heitkampsweg      | vor 1869 | nach 1869 | → Lipperstraße         |                                                                                     | Der Heitkampsweg ging auf einer Karte von vor 1869 in die Alte Lipperstraße über.                                                                   |
| Hüttenstraße      |          | 1934      | → Marienburgstraße     |                                                                                     | |
| Karlstraße        |          | 1934      | → Martin-Luther-Straße |                                                                                     | |
| Kirchweg          |          | 1911      | → Brücktorstraße       |                                                                                     | |
| Richthofenstraße  | 1934     | 1947      | → Liebknechtstraße     | Manfred von Richthofen, „Der Rote Baron“, deutscher Jagdflieger im Ersten Weltkrieg | Vor 1934 hieß die Straße Feldstraße. |
| Steinstraße       |          | 1936      | → Wilhelm-Tell-Straße  |                                                                                     | |
| Winkelstraße      |          | 1936      | → Winkelriedstraße     | Die Straße führte von der Brücktorstraße in einem Winkel zur damaligen Steinstraße. | |